# Blindern

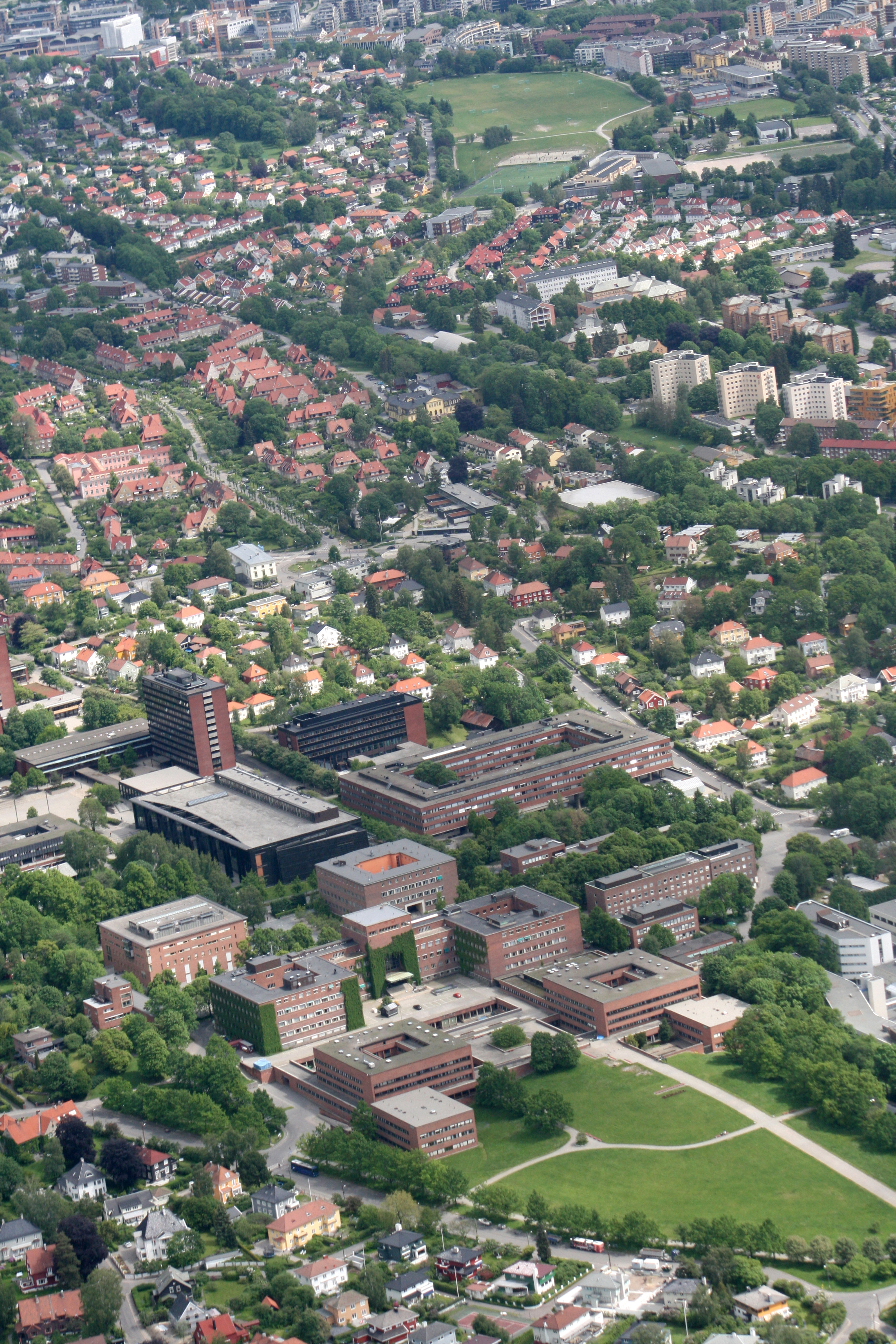
Blindern från luften

Blindern är det största universitetsområdet i Oslo. Namnet Blindern används ofta synonymt med Oslo universitet. Campus, som är omgivet av villabebyggelse, ligger i stadsdelen Nordre Aker på gränsen till Vestre Aker.
Namnet kommer av namnet på gården Blindern. Universitetsområdet började anläggas i slutet av 1920-talet. Meteorologisk institutt ligger på universitetsområdet och så även Oslos officiella väderstation. Norsk Rikskringkastings (NRK) anläggning ligger i nära anslutning.

## Bildgalleri

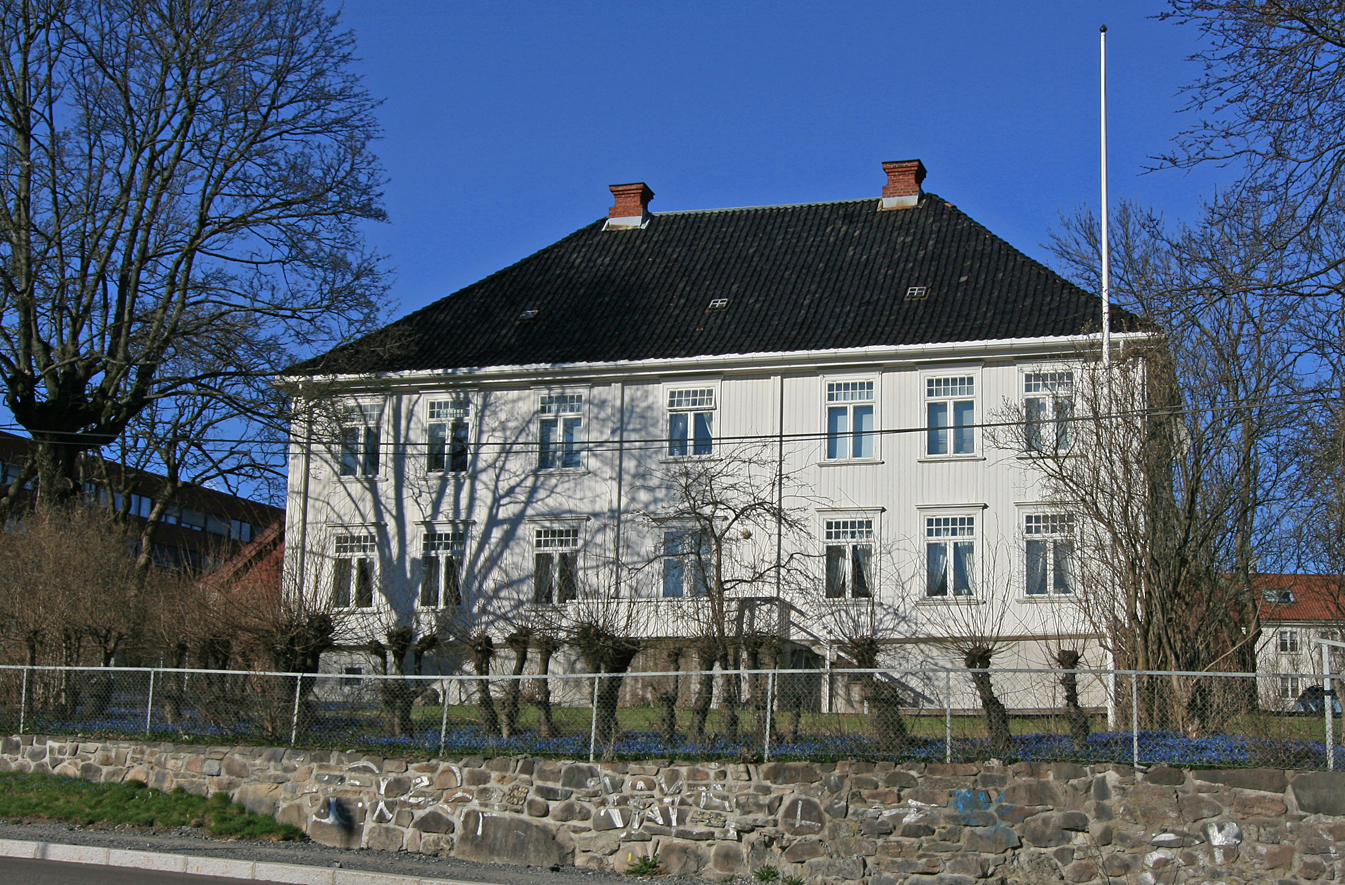
Nedre Blindern gård på Blindernveien 19 i Oslo uppfördes på 1790-talet. Stället var prästgård för Vestre Aker från 1856. Gården är ett byggnadsminne.
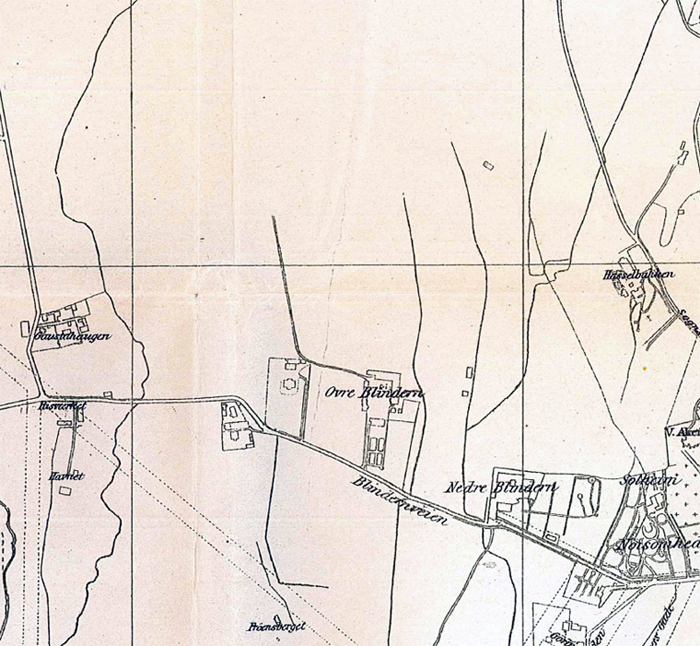
Karta över Blindern 1917, detalj från "Kart over Kristiania, udarbeidet av Byens Opmaalingsvæsen"
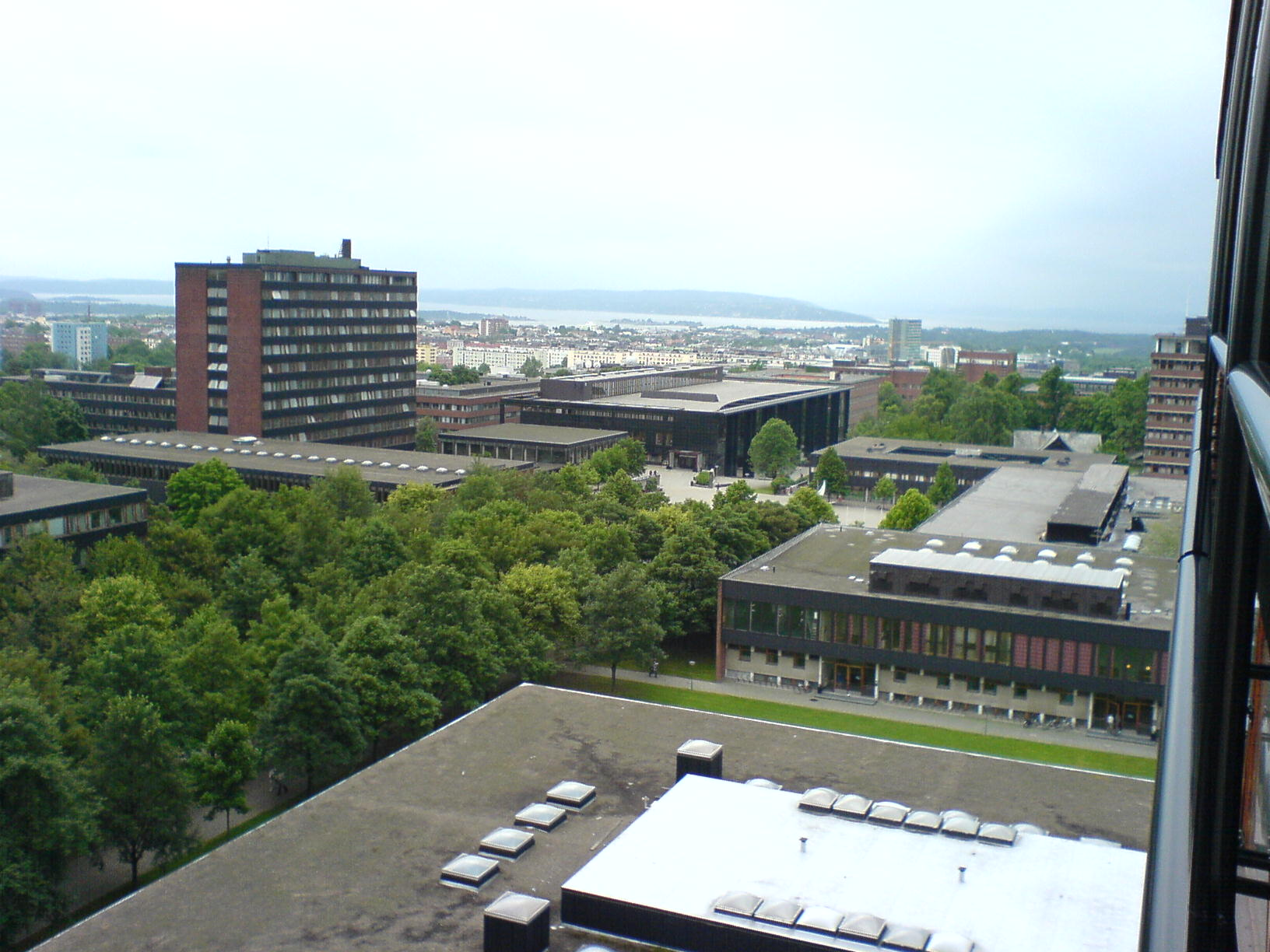
Universitetsområdet på Blindern
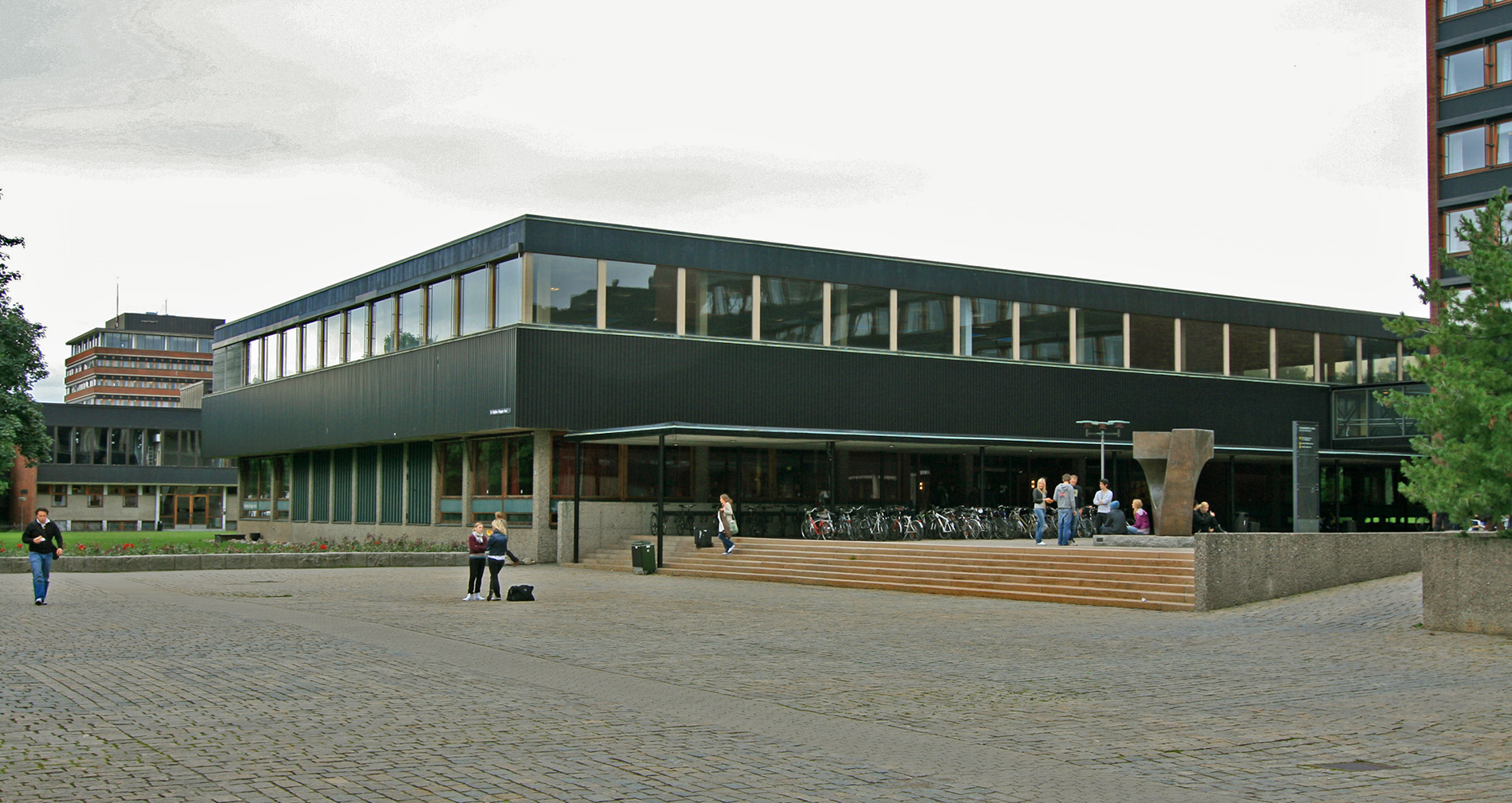
Sophus Bugges hus ritades av Leif Olav Moen och uppfördes 1962
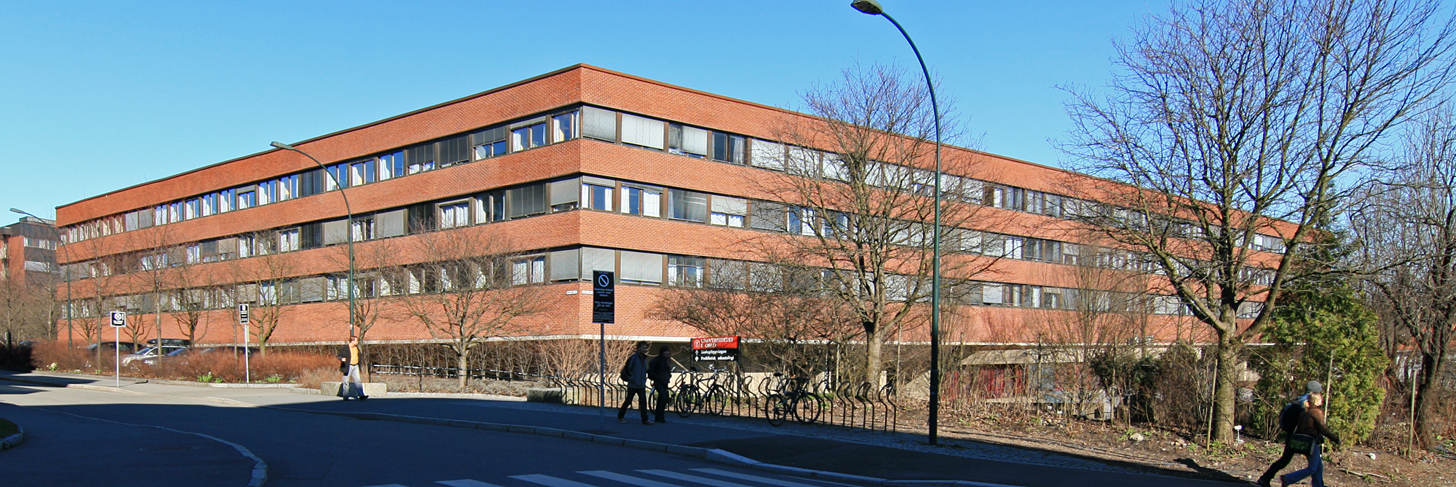
Kristine Bonnevies hus inrymmer Biologisk institutt
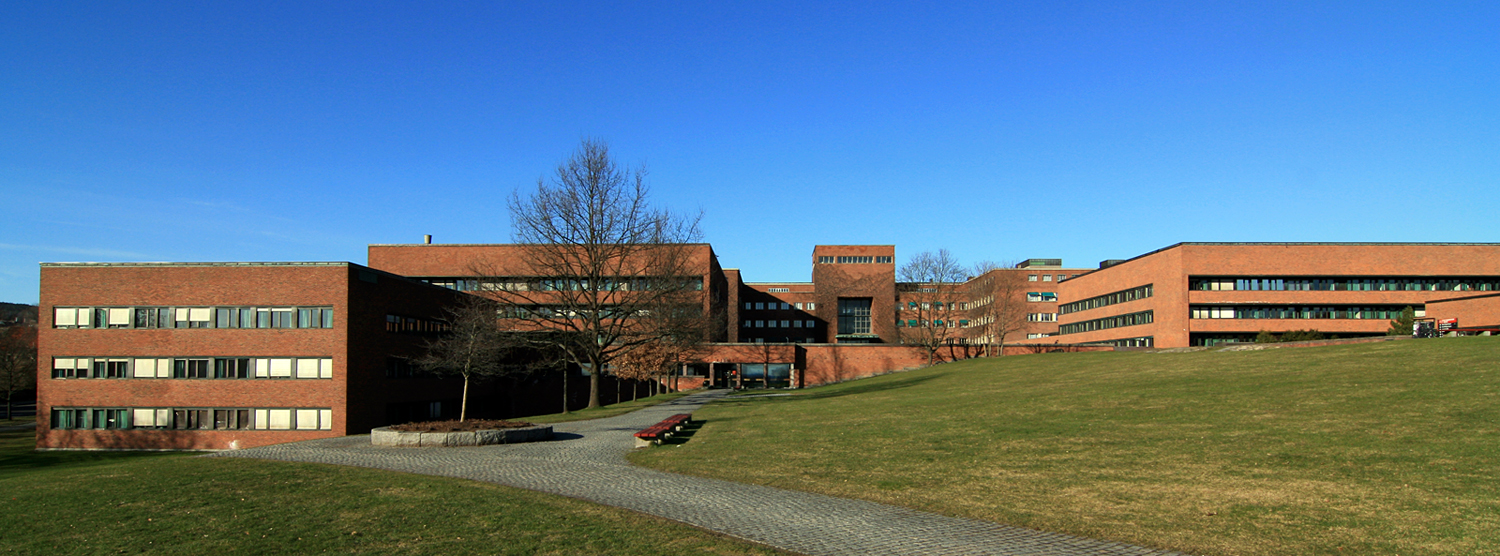
Kemibyggnaden ritades av Hans Anmarkrud och Rolf Ramm Østgaard och uppfördes 1969. De närmaste husen inrymmer Kjemisk institutt, de i bakgrunden Fysisk institutt
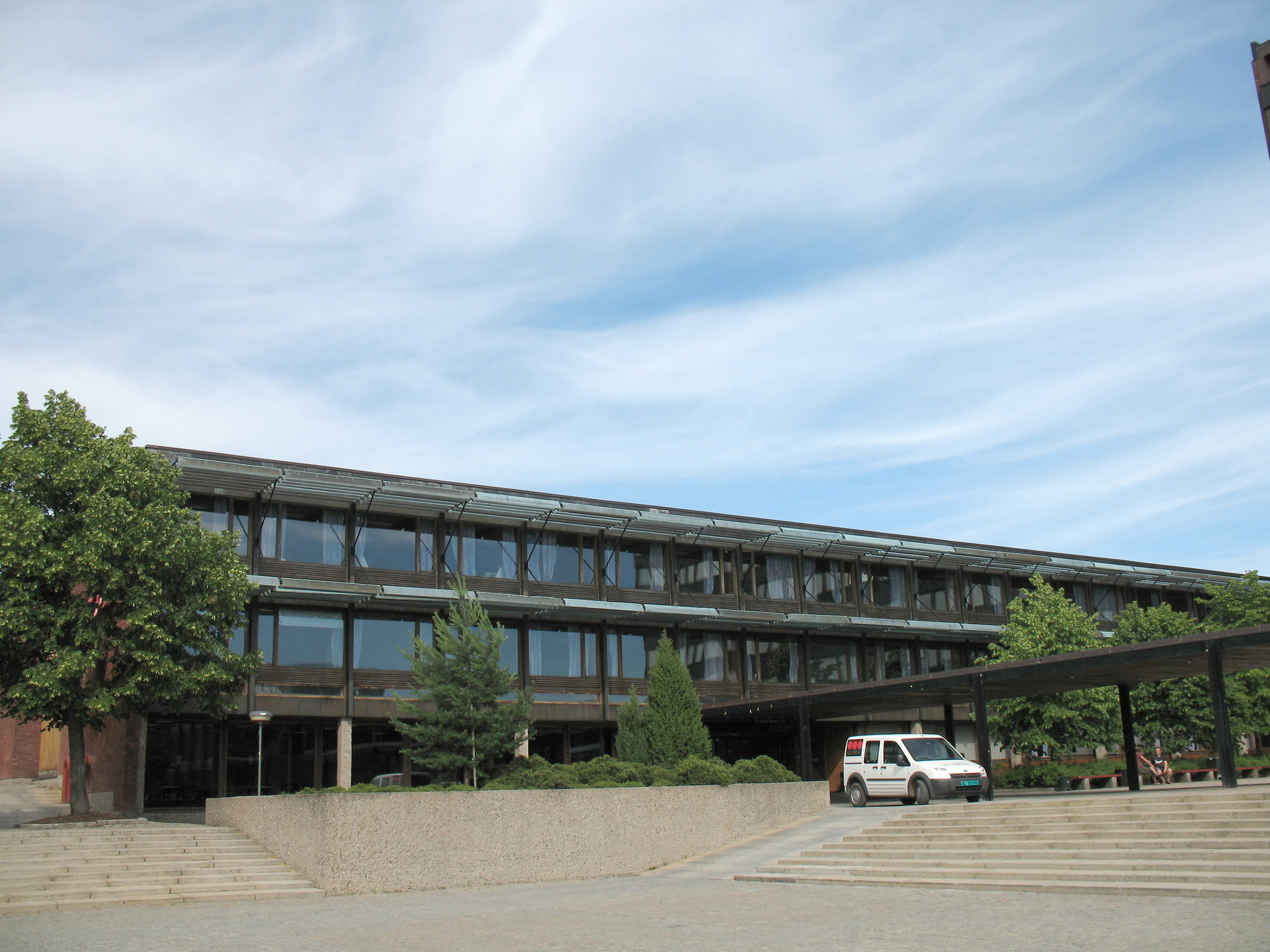
I Vilhelm Bjerknes' hus foregår bachelor-undervisning ved Det matematisk-naturvitenskapelige fakultet